# Mistrzostwa Armenii w piłce siatkowej mężczyzn (2024/2025)
Pro League 2024/2025 (orm. Պրո Լիգա 2024/2025) – 32. sezon mistrzostw Armenii w piłce siatkowej zorganizowany przez Związek Piłki Siatkowej Armenii (orm. Հայաստանի Վոլեյբոլի Ֆեդերացիա, HVF). Rozgrywki rozpoczęły się 19 października 2024 roku i trwały do 18 maja 2025 roku.
W Pro League w sezonie 2024/2025 uczestniczyły 4 drużyny. W porównaniu z poprzednim sezonem do rozgrywek nie zgłosiły się zespoły BKMA, Data Art oraz NUACA. Dołączył natomiast wicemistrz 1. ligi w 2024 roku – Nor-Nork.
Drużyny rozegrały ze sobą po cztery mecze. Po raz czternasty mistrzem Armenii został klub FIMA, drugie miejsce zajął zespół Giumri, natomiast trzecie – MSKH. Najlepszym zawodnikiem (MVP) został wybrany Aszot Balabekjan.

## Drużyny uczestniczące
W Pro League w sezonie 2024/2025 uczestniczyły 4 drużyny, tj. FIMA, Giumri, MSKH oraz Nor-Nork. W porównaniu z poprzednim sezonem do rozgrywek nie zgłosiły się zespoły BKMA, Data Art oraz NUACA. Prawo gry w Pro League miał również mistrz 1. ligi w 2024 roku – IBT. Nie skorzystał jednak z tej możliwości.
| Drużyna  | Polskie rozwinięcie skrótu                              | Miejscowość |
| -------- | ------------------------------------------------------- | ----------- |
| FIMA     | Instytut Kultury Fizycznej Klubów Sportowych w Erywaniu | Erywań      |
| Giumri   | —                                                       | Giumri      |
| MSKH     | Kompleks edukacyjny "Mkhitar Sebastatsi"                | Erywań      |
| Nor-Nork | —                                                       | Erywań      |

## Hale sportowe
Mecze Pro League 2024/2025 rozegrano w następujących obiektach:
- hala szkoły sportowej (MPMD) w Czarencawanie (I runda)[4];
- hala szkoły sportowej (MPMD) w Jeghwardzie (II i III runda)[5][6];
- hala szkoły sportowej im. Arama Sarkisjana w Giumri (1. dzień IV rundy)[7];
- kompleks edukacyjno-sportowy Gazprom Armenia w Erywaniu (pozostałe mecze IV rundy)[7].

## Faza zasadnicza

### Tabela wyników
| Gospodarz \ Gość | MSKH | FIMA | Giumri | Nor-Nork |
| ---------------- | ---- | ---- | ------ | -------- |
| MSKH             |      | 2:3  | 3:1    | 3:0      |
| FIMA             | 3:0  |      | 3:1    | 3:1      |
| Giumri           | 3:2  | 1:3  |        | 3:1      |
| Nor-Nork         | 0:3  | 1:3  | 1:3    |          |
| Źródło:          |      |      |        |          |

| Gospodarz \ Gość | MSKH | FIMA | Giumri | Nor-Nork |
| ---------------- | ---- | ---- | ------ | -------- |
| MSKH             |      | 1:3  | 0:3    | 3:2      |
| FIMA             | 0:3  |      | 3:1    | 3:2      |
| Giumri           | 3:0  | 0:3  |        | 3:0      |
| Nor-Nork         | 1:3  | 0:3  | 1:3    |          |

### Terminarz i wyniki spotkań
| Data                                                | Godz. | Gospodarz | Rezultat | Gość     | Hala sportowa                 | *      |
| --------------------------------------------------- | ----- | --------- | -------- | -------- | ----------------------------- | ------ |
| I RUNDA                                             |       |           |          |          |                               |        |
| 19.10.2024                                          | 11:00 | MSKH      | 2:3      | FIMA     | Hala MPMD (Czarencawan)       | [ 10 ] |
| 19.10.2024                                          | 13:00 | Nor-Nork  | 1:3      | Giumri   | Hala MPMD (Czarencawan)       | [ 10 ] |
| 20.10.2024                                          | 11:00 | MSKH      | 3:0      | Nor-Nork | Hala MPMD (Czarencawan)       | [ 11 ] |
| 20.10.2024                                          | 13:00 | Giumri    | 1:3      | FIMA     | Hala MPMD (Czarencawan)       | [ 11 ] |
| 9.11.2024                                           | 15:00 | MSKH      | 3:1      | Giumri   | Hala MPMD (Czarencawan)       | [ 12 ] |
| 9.11.2024                                           | 17:00 | FIMA      | 3:1      | Nor-Nork | Hala MPMD (Czarencawan)       | [ 12 ] |
| II RUNDA                                            |       |           |          |          |                               |        |
| 20.12.2024                                          | 18:00 | MSKH      | 2:3      | Giumri   | Hala MPMD (Jeghward)          | [ 13 ] |
| 20.12.2024                                          | 20:00 | Nor-Nork  | 1:3      | FIMA     | Hala MPMD (Jeghward)          | [ 13 ] |
| 21.12.2024                                          | 12:30 | MSKH      | 3:0      | Nor-Nork | Hala MPMD (Jeghward)          | [ 14 ] |
| 21.12.2024                                          | 14:30 | Giumri    | 1:3      | FIMA     | Hala MPMD (Jeghward)          | [ 14 ] |
| 22.12.2024                                          | 11:00 | Nor-Nork  | 1:3      | Giumri   | Hala MPMD (Jeghward)          | [ 15 ] |
| 22.12.2024                                          | 13:00 | FIMA      | 3:0      | MSKH     | Hala MPMD (Jeghward)          | [ 15 ] |
| III RUNDA                                           |       |           |          |          |                               |        |
| 18.04.2025                                          | 19:00 | MSKH      | 0:3      | Giumri   | Hala MPMD (Jeghward)          | [ 16 ] |
| 18.04.2025                                          | 21:00 | Nor-Nork  | 0:3      | FIMA     | Hala MPMD (Jeghward)          | [ 16 ] |
| 19.04.2025                                          | 15:00 | Nor-Nork  | 1:3      | Giumri   | Hala MPMD (Jeghward)          | [ 17 ] |
| 19.04.2025                                          | 17:00 | MSKH      | 1:3      | FIMA     | Hala MPMD (Jeghward)          | [ 17 ] |
| 20.04.2025                                          | 12:00 | Nor-Nork  | 1:3      | MSKH     | Hala MPMD (Jeghward)          | [ 18 ] |
| 20.04.2025                                          | 14:00 | FIMA      | 3:1      | Giumri   | Hala MPMD (Jeghward)          | [ 18 ] |
| IV RUNDA                                            |       |           |          |          |                               |        |
| 16.05.2025                                          | 16:00 | Giumri    | 3:0      | Nor-Nork | Hala szkoły im. A. Sarkisjana | [ 19 ] |
| 16.05.2025                                          | 17:30 | FIMA      | 0:3      | MSKH     | Hala szkoły im. A. Sarkisjana | [ 19 ] |
| 17.05.2025                                          | 12:30 | FIMA      | 3:2      | Nor-Nork | Gazprom Armenia               | [ 19 ] |
| 17.05.2025                                          | 14:00 | MSKH      | 0:3      | Giumri   | Gazprom Armenia               | [ 19 ] |
| 18.05.2025                                          | 15:00 | Nor-Nork  | 2:3      | MSKH     | Gazprom Armenia               | [ 20 ] |
| 18.05.2025                                          | 16:30 | Giumri    | 0:3      | FIMA     | Gazprom Armenia               | [ 20 ] |
| Godziny według czasu lokalnego (UTC+4). Terminarze: |       |           |          |          |                               |        |

### Tabela
| Lp.                        | Drużyna  | Pkt | Mecze | Mecze | Mecze | Rodzaj wyniku | Rodzaj wyniku | Rodzaj wyniku | Rodzaj wyniku | Rodzaj wyniku | Rodzaj wyniku | Sety | Sety | Sety |
| Lp.                        | Drużyna  | Pkt | M     | W     | P     | 3:0           | 3:1           | 3:2           | 2:3           | 1:3           | 0:3           | wyg. | prz. | +/–  |
| -------------------------- | -------- | --- | ----- | ----- | ----- | ------------- | ------------- | ------------- | ------------- | ------------- | ------------- | ---- | ---- | ---- |
| 1                          | FIMA (M) | 31  | 12    | 11    | 1     | 3             | 6             | 2             | 0             | 0             | 1             | 33   | 13   | +20  |
| 2                          | Giumri   | 20  | 12    | 7     | 5     | 3             | 3             | 1             | 0             | 4             | 1             | 25   | 20   | +5   |
| 3                          | MSKH     | 19  | 12    | 6     | 6     | 3             | 2             | 1             | 2             | 1             | 3             | 23   | 22   | +1   |
| 4                          | Nor-Nork | 2   | 12    | 0     | 12    | 0             | 0             | 0             | 2             | 6             | 4             | 10   | 36   | −26  |
| Legenda: (M) – mistrzostwo |          |     |       |       |       |               |               |               |               |               |               |      |      |      |

Źródło: 
Punktacja: 3:0 i 3:1 – 3 pkt; 3:2 – 2 pkt; 2:3 – 1 pkt; 1:3 i 0:3 – 0 pkt
Zasady ustalania kolejności: 1. liczba punktów; 2. liczba zwycięstw; 3. bilans setów